# Stef Van Litsenborgh
Stephan (Stef) Van Litsenborgh (Brussel, 11 april 1961) is een Vlaams acteur en politiecommissaris. Zijn bekendste rol is die van commissaris Jef Lits uit VTM-serie Familie, een personage dat opdook in de serie van 1996 tot en met 2009, in 2011 en in 2016. De naam Lits is een verwijzing naar de echte naam van de acteur.
Een andere rol is een vast gastpersonage in F.C. De Kampioenen, als politieagent 'Jean Michelin' of 'Julien' (1996-2001, 2004-2011). Hij speelde ook gastrollen in Samson en Gert (Klant bij Alberto), Alexander (agent),  Recht op Recht (agent) en ook in Witse speelde hij driemaal als politieman.
Tevens is Van Litsenborgh actief in het theater als acteur en regisseur.

## Filmografie
- Familie (1993) - als vader
- Zomerrust (1994) - als bediende
- Slisse & Cesar (1996) - als Frans
- Heterdaad (1996) - als Bonneure
- F.C. De Kampioenen (1996-1998, 2000-2001, 2004-2011) - als politieagent Jean 'Julien' Michelin
- Familie (1996-2009, 2011) - als Jef Lits
- Gilliams & De Bie (1999) - als agent
- De Makelaar (1999) - als verhuizer
- Recht op Recht (2001) - als agent
- Alexander (2001) - als agent
- Samson en Gert (2002) - als klant bij kapper Alberto
- Niko op de vlucht (2016) - als Jef Lits
- Strmbk (2019) - als cop one